# تاریکی سقوط می‌کند (فیلم ۲۰۰۳)
تاریکی سقوط می‌کند (انگلیسی: Darkness Falls) یک فیلم ترسناک فراطبیعی محصول سال ۲۰۰۳ به نویسندگی جو هریس، جیمز وندربیلت و جان فاسانو به کارگردانی جاناتان لیبسمن، در اولین کارگردانی بلند خود است. در این فیلم چانی کلی و اما کالفیلد به ایفای نقش پرداخته‌اند. و کایل والش (کلی) را دنبال می‌کند که شاهد قتل مادرش به دست یک روح انتقام جو است که بیش از ۱۵۰ سال پیش توسط یک گروه خشمگین لینچ شده‌است. دوازده سال بعد، کایل به خانه دوران کودکی خود بازمی‌گردد، زیرا مایکل گرین (لی کورمی)، برادر جوان علاقه‌مند عاشقانه‌اش، کیتلین (کالفیلد)، توسط همین روح تحت تعقیب قرار می‌گیرد. کایل باید از آنها در برابر این دشمن قدرتمند محافظت کند و به کشتار آن پایان دهد. این فیلم که در ۲۴ ژانویه ۲۰۰۳ منتشر شد، مورد انتقاد قرار گرفت، اما به عنوان یک موفقیت تجاری در نظر گرفته شد و در مقابل بودجه ۱۱ میلیون دلاری، ۴۷٫۵ میلیون دلار به دست آورد.

## بازخوردها
در متاکریتیک، این فیلم دارای امتیاز ۲۳ از ۱۰۰ است که نشان‌دهنده «بررسی‌های عموماً نامطلوب» بر اساس بررسی‌های ۲۷ منتقد. تماشاگران در نظرسنجی سینماسکور به فیلم نمره متوسط "B-" در مقیاس A+ تا F دادند.